# Junk food

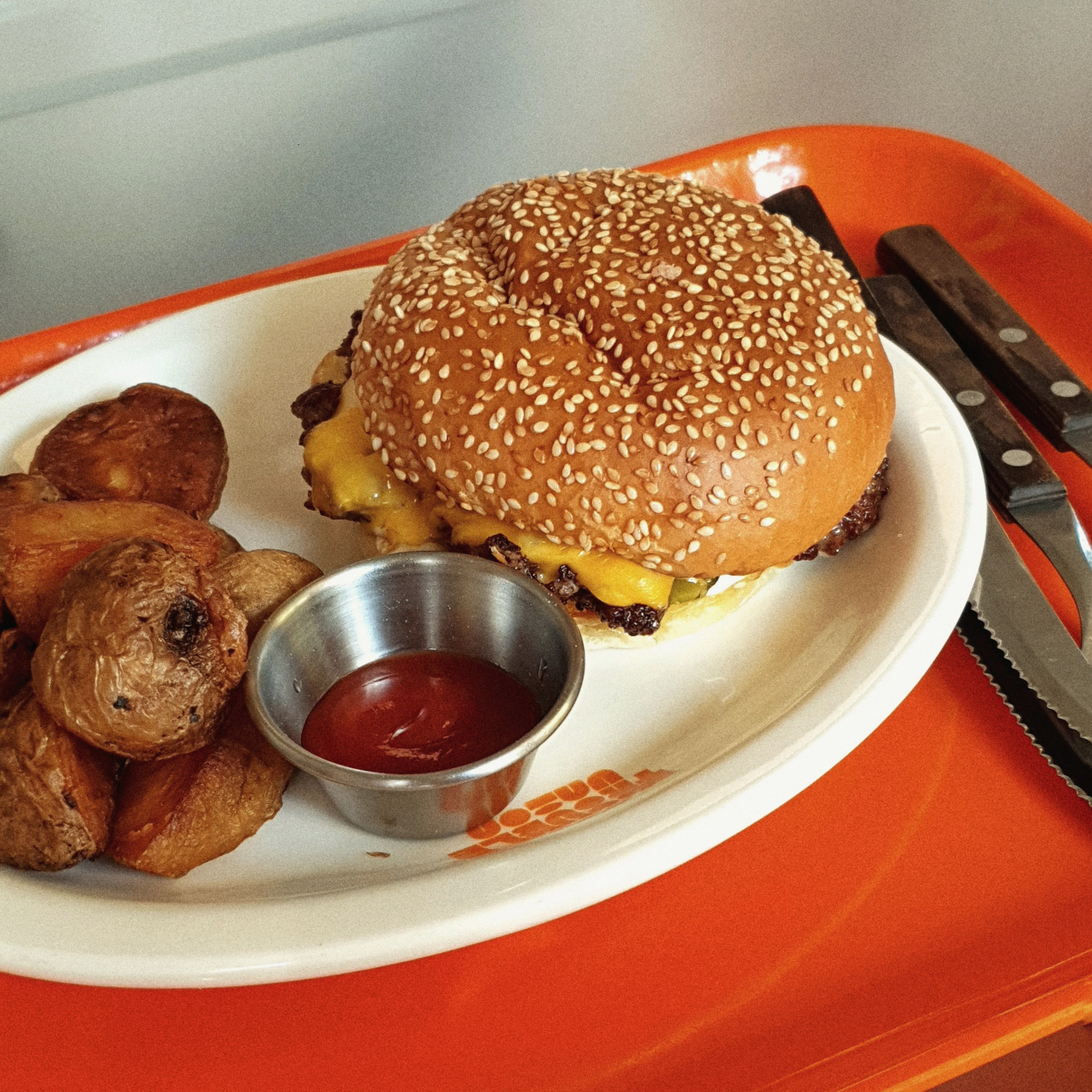
Typický junk food

Junk food je termín používaný k popisu jídla, které má vysoký obsah kalorií z cukru a/nebo tuku a možná i sodíku, díky čemuž je chutné, ale s malým množstvím vlákniny, bílkovin, vitamínů, minerálů nebo jiných důležitých forem nutriční hodnoty. Je také známá jako potravina HFSS (s vysokým obsahem tuku, soli a cukru). Termín junk food je pejorativum z 50. let minulého století. Mnoho různých druhů nezdravého jídla lze snadno najít ve většině supermarketů a restaurací rychlého občerstvení. Kvůli tak snadnému přístupu k němu jej lidé s největší pravděpodobností konzumují.

## Charakteristika
Přesné definice se liší podle účelu a v průběhu času. Některé potraviny s vysokým obsahem bílkovin, jako je maso připravené s nasyceným tukem, mohou být považovány za nezdravé jídlo. Rychlé občerstvení a restaurace rychlého občerstvení jsou často ztotožňovány s nezdravým jídlem, i když rychlé občerstvení nelze kategoricky označit jako nezdravé jídlo. Většina nezdravých potravin je ultra zpracované jídlo.